# Blaguš
Blaguš este o localitate din comuna Sveti Jurij ob Ščavnici, Slovenia, cu o populație de 66 de locuitori.